# Justin Clinchant

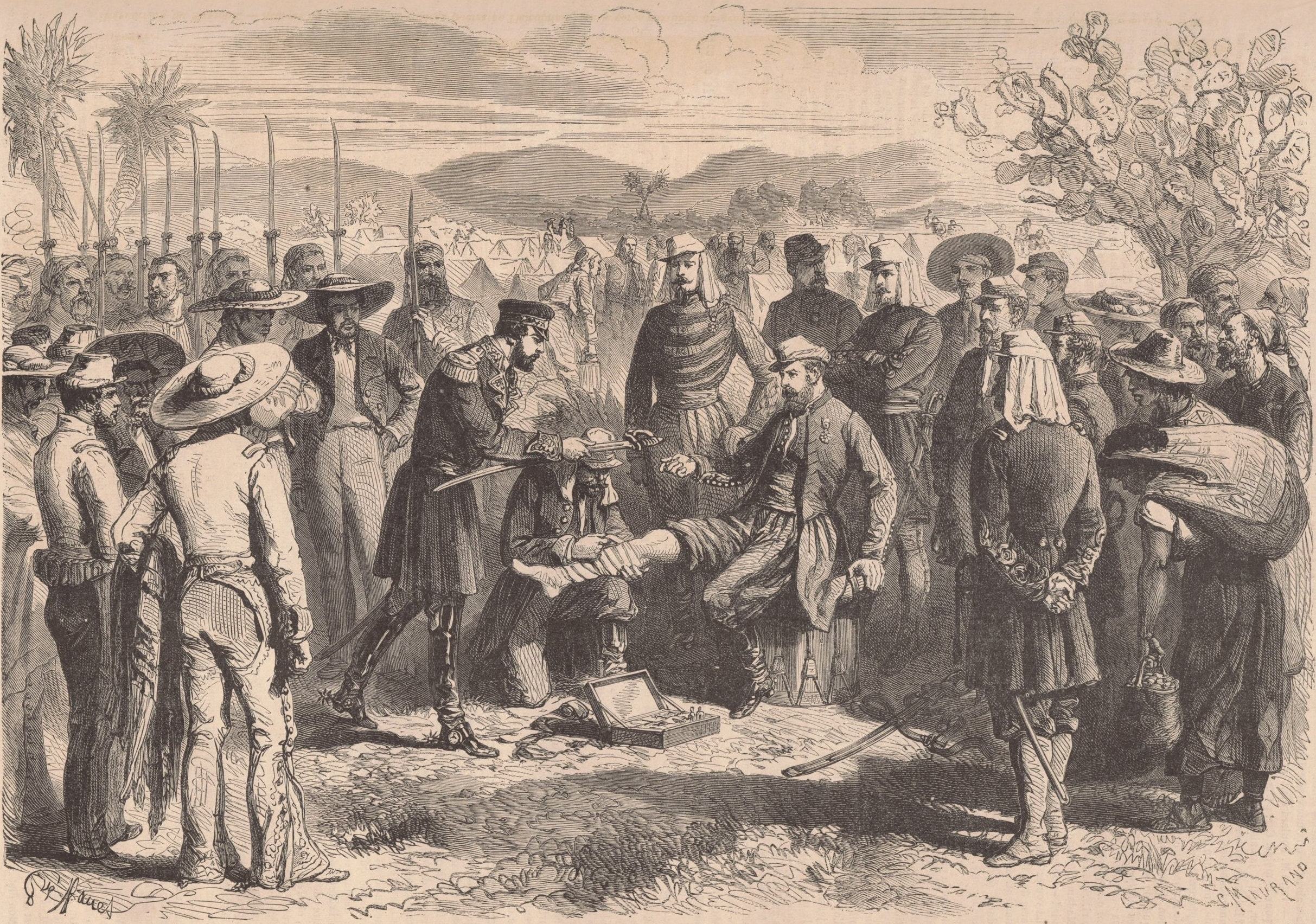
La victoria de Jiquilpan, ganada por el Coronel Clinchant.

Justin Clinchant (Thiaucourt-Regniéville, 24 de diciembre de 1820 - París, 20 de marzo de 1881) fue un general de división del Ejército francés, que participó en Crimea, la guerra franco-prusiana y las intervenciones militares francesas en México.

## Biografía
Ingresó en la École Spéciale Militaire de Saint-Cyr y se integró en una unidad de infantería en 1841 con el grado de subteniente. De 1847 a 1852 estuvo destinado en las campañas de Argelia, y en 1854 y 1855 en la guerra de Crimea, durante la cual, en la batalla de Malakoff —que formó parte de las operaciones del sitio de Sebastopol— y bajo las órdenes del general Pierre Bosquet, se distinguió a la cabeza de un batallón. En 1849 ascendió a teniente coronel y participó en la Primera y Segunda Intervención Francesa en México. En esta última, ya con el grado de general, fue el comandante en jefe de las tropas que se enfrentaron al general mexicano, José María Arteaga, en la batalla de Jiquilpan, con victoria decisiva para los franceses. 
En 1870, durante la guerra franco-prusiana, sus tropas quedaron atrapadas en el sitio de Metz y fueron cercadas, aunque pudieron escapar más tarde. Ascendido a general de división, y en el mismo conflicto, le fue encargado el mando del 20.º. Cuerpo de Ejército que formó parte del denominado, Armée de l'Est. En él estuvo bajo las órdenes del general Charles Denis Bourbaki durante la campaña de las montañas Jura, y cuando Bourbaki trató de suicidarse, le sucedió en el mando de todas las unidades. En ese momento, enero de 1871, Armée de l'Est contaba con más de 84 000 hombres atrapados en la nieve. Clinchant los  condujo hasta Pontarlier, para después cruzar la frontera de Suiza tras firmar el acuerdo de desarme e internamiento con el general suizo, Hans Herzog. De regreso a Francia, Clinchant fue comandante en jefe del 5.º. Cuerpo de ejército que combatió contra la Comuna de París, ciudad de la que fue gobernador militar tras finalizar la insurrección hasta su fallecimiento.